# Línea 543 (Mar del Plata)
La línea 543 es una línea de colectivos del Partido de General Pueyrredón perteneciente a la empresa Transporte 25 de Mayo S.R.L., siendo prestado anteriormente el servicio por la empresa 9 de Julio S.A. Esta línea está identificada con el color rojo.

## Recorrido
Haciendo Click Aquí podrá visualizarse el recorrido de la Línea 543.

### Ida
Juan B. Justo - Tres arroyos - 12 de Octubre - Av. Polonia - Av. Vertiz - Int. Camusso - 12 de Octubre - Magnasco - Neuquén - Matheu - Jujuy - Alvarado - Santa Fe - Alberti - Sarmiento - Av. Patricio Peralta Ramos - Diagonal Alberdi Sur - Av. Pedro Luro - Jujuy - Brandsen - 20 de Septiembre - Strobel - Belisario Roldán - Av. Constitución - Marcos Sastre - Joaquina Acevedo - Montes Carballo - Mariani - Autovía 2 - C. Gallo - C. Mario R. Luna - Calle Gral. Belgrano - Autovía 2 - Florencio Camet - C. Nahuel Huapi - C. C. González Segura - La Laura. 

### Vuelta
La Laura - C. C. González Segura - C. Nahuel Huapi - Florencio Camet - Viedma - Carlos Moyano - Autovía 2 - Calle Gral. Belgrano - C. Mario R. Luna - C. Gallo - Autovía 2 - Mariani - Montes Carballo - Joaquina Acevedo - Marcos Sastre - Juan B. Justo - Artigas - Geronimo Rejon - Liniers - Ayacucho - España - Av. Pedro Luro - Av. Patricio Peralta Ramos - Buenos Aires - Av. Colon - Las Heras - Rawson - Santiago del Estero - Avellaneda - España - Formosa - Dorrego - Matheu - Italia - Int. Camusso - Av. Vertiz - Av. Polonia - Magallanes - Herminista Brumana - 12 de Octubre - Lobería - Solis - San Cayetano - Av. Juan B. Justo.